# Santiago Teyahualco
Santiago Teyahualco es una población de Tultepec, uno de los municipios del Estado de México en México. Es una comunidad urbano-rural y según el censo del 2010 tenía una población total de 11,000 habitantes.